# Vydūnas

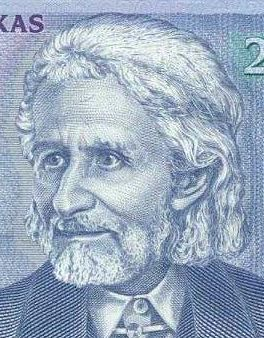
Vydūnas na banknocie 200-litowym z 1997 roku

Vilius Storostas-Vydūnas, najczęściej znany jako Vydūnas (ur. 22 marca 1868 w Jonaten/Jonaičiai koło Szyłokarczmy, zm. 20 lutego 1953 w Detmold) – litewski pisarz, nauczyciel i filozof, lider litewskiego ruchu narodowego w Prusach Wschodnich (Małej Litwie), zwolennik teozofii i panteizmu, zafascynowany pogańskimi kultami Litwy.

## Życiorys
Urodził się w powiecie Szyłokarczma jako Wilhelm Storost, wśród pruskich Litwinów znany bardziej pod nazwiskiem Vilimas lub Vilius Storostas. "Vydūnas" to jego pseudonim literacki, dodany do nazwiska w pierwszej dekadzie XX wieku. 
Ukończył seminarium nauczycielskie w Ragnecie, po czym pracował jako nauczyciel języków francuskiego i angielskiego w gimnazjum w Tylży. Swoją wiedzę poszerzał na uniwersytetach w Lipsku i Berlinie, gdzie zapoznał się z podstawami kultury i filozofii indyjskiej oraz sanskrytem. 
W latach 1917–19 wykładał na berlińskim Uniwersytecie literaturę oraz język litewski. 
Działał na rzecz praw społecznych i kulturalnych pruskich Litwinów - wydał książkę "Sieben Hunderte Jahre deutsch-litauischer Beziehungen" (1932), w której krytycznie ocenił panowanie niemieckie w Prusach oraz wziął w obronę swoich rodaków przed germanizacją. 
W 1938 roku został uwięziony przez władze nazistowskie, po II wojnie światowej mieszkał w RFN. 
Poza religiami i filozofią Wschodu był zafascynowany pogańską przeszłością Litwy - należał do ruchu "Romuva". Deklarował się jako panteista oraz zwolennik teorii reinkarnacji.

## Publikacje
- "Prabočių šešėliai" ("Cienie przodków", 1908)
- "Amžina ugnis" ("Wieczny ogień", 1912)
- "Pasaulio gaisras" ("Pożoga świata", 1928)